# Spadająca kobieta
Spadająca kobieta (tytuł oryg. ang. The Falling Woman) – powieść fantastycznonaukowa amerykańskiej pisarki Pat Murphy. Powieść ukazała się w 1986 r., polskie wydanie, w tłumaczeniu Barbary Kamińskiej, wydało wydawnictwo Zysk i S-ka w 1999 r. w serii Kameleon. Powieść otrzymała nagrodę Nebula w 1987 r.

## Fabuła
W ruinach starożytnego miasta Majów w dżungli na Półwyspie Jukatan w Meksyku, Elizabeth Butler, archeolog po przejściach życiowych, spotyka widmo dawnej kapłanki i wkracza w mroczny świat krwawych obrzędów Majów. Studium psychologiczne relacji między starzejącą się kobietą a jej córką w otoczce horroru.